# Louka (Hodoníni járás)
Louka település Csehországban, Hodoníni járásban. Louka Lipov, Blatnička, Blatnice pod Svatým Antonínkem és Velká nad Veličkou településekkel határos. Lakosainak száma 942 fő (2024. január 1.).

## Népesség
A település lakosságának változását az alábbi diagram mutatja:
| Lakosok száma | 722  | 753  | 1004 | 1035 | 1140 | 1045 | 967  | 960  | 929  | 942  |
|               | 1869 | 1890 | 1921 | 1950 | 1980 | 2001 | 2017 | 2019 | 2022 | 2024 |